# Fernando Debesa
Fernando Debesa Marín (Santiago, 14 de abril de 1921-Santiago, 20 de junio de 2006) fue un dramaturgo chileno.

## Origen familiar y primeros años
Sus padres fueron Gonzalo Debesa Rodríguez, hijo del gallego Manuel Debesa Sales, y Victoria Marín Carmona, hija del médico Rodolfo Marín Briones (quien fuera alcalde de Santiago en 1900).
Fue el hijo menor de tres hermanos.

## Actividades profesionales
A los diecisiete años ingresó a estudiar arquitectura a la Pontificia Universidad Católica. En ese periodo conoce a Juan Orrego Salas, Teodoro Lowey y Pedro Mortheiru -después figuras relevantes del teatro nacional- con los que funda el Teatro Ensayo UC en 1943 y, en el cual comienza a desempeñarse -además de codirector-como escenógrafo y diseñador de vestuario teatral.
Realizó estudios en el exterior. Durante su estadía en París, Fernando Debesa termina su primera obra completa destinada a ser publicada: "Mama Rosa" (1954) que ahonda en la relación con su madre durante sus primeros años de edad. Esta fue la obra, que dedicó a la mujer que lo crio, su "mama Juana", se estrenó en Chile en 1957 luego de haber obtenido el Premio Único del Teatro Experimental de la Universidad de Chile, y fue reestrenada en 1982 con el protagonismo de actores como Malú Gatica y Nelly Meruane, con gran éxito de público. Ha sido traducida al inglés y representada en España, Argentina y Estados Unidos.
Agregado Cultural en Londres, académico del Departamento de Artes de la Representación de la Universidad de Chile y Universidad Católica, columnista y crítico de “El Mercurio”. Recibió el premio único del Teatro Experimental en 1956, el Premio Municipal de Teatro en 1958 y el Premio Nacional de Arte en 1981. Se inspiró para aceptar su cargo en la Universidad de Chile en el consejo de Agustín Siré.

## Obras
- Mama Rosa (1954)
- El árbol Pepe (1959)
- Bernardo O'Higgins (1961)
- El guerrero de la paz (1962)
- Persona y perro (1963)
- Primera persona singular (1964)
- El guardapelo (1965).